# کانر دیلی
کانر دیلی (زادهٔ ۱۵ دسامبر ۱۹۹۱) راننده خودروی مسابقه‌ای اهل ایالات متحده آمریکا است. او بیشتر به خاطر رقابت در مسابقات سری ایندی‌کار، جایی که در حال حاضر با خودرو شماره ۷۸ تیم جونکوس هالینگر ریسینگ رانندگی می کند، شناخته شده می‌شود. او همچنین گاهی در سری کاپ نسکار شرکت می کند او همچنین در سری مسابقات سری جی‌پی۲ و رود تو ایندی مسابقه داده است.

## اوایل حرفه ورزشی

### کارتینگ
او در سن ۱۰ سالگی مسابقات خود را در کارتینگ را آغاز کرد و در سال ۲۰۰۵ برنده مسابقات جهانی کارتینگ شد. او در سال ۲۰۰۷ به مسابقات اتومبیلرانی رفت و در سال ۲۰۰۸ در مسابقات قهرمانی ملی اسکیپ باربر به طور تمام وقت حضور پیدا کرد و با ۵ پیروزی در ۱۴ مسابقه مقام اول را به دست آورد.
در ۱۰ اکتبر ۲۰۱۰، دیلی با هم تیمی خود گراهام راهال، در رویداد ستارگان کارت در نیو کسل نایب قهرمان شد. او در تیمی که توسط جی هوارد و بیل مک‌لاگلین جونیور تأسیس شده بود، نایب قهرمان این مسابقات شد. ویل پاور، نایب قهرمان سری پایه ایندی‌کار در سال ۲۰۱۰ و راننده سری مسابقات لمانز آسیایی سیمون پاجنا رتبه چهارم را کسب کردند.

### مسابقات قهرمانی استار مزدا
در سال ۲۰۰۹، او با تیم اندرسن ریسینگ در سری  مسابقات قهرمانی استار مزدا شرکت کرد و با پیروزی در پارک موتور اسپورت نیوجرسی در رده سوم در پایان فصل قرار گرفت. دیلی در سال ۲۰۱۰ با رانندگی برای جونکوس ریسینگ به این مسابقات بازگشت. او پس از به پایان رساندن مسابقه در چهار رده برتر در هر دوازده مسابقه فصل قهرمانی این مسابقات را به دست آورد. دیلی همچنین رکورد کسب ۹ پول پوزیشن و ۷ برد را در مسیر قهرمانی خود به ثبت رساند.

### ایندی لایت
در سال ۲۰۱۱، دیلی به صورت پاره وقت در سری ایندی لایت با تیم سم اشمیت موتور اسپورت حضور پیدا کرد. بهترین نتیجه او در این فصل برد در جایزه بزرگ لانگ بیچ بود.
در سال ۲۰۱۳، دیلی با حضور در یک مسابقه فصل برای تیم مور ریسینگ به ایندی لایت بازگشت و در آن مسابقه با کسب مقام سومی بر روی سکو رفت.

### سری جی‌پی۳

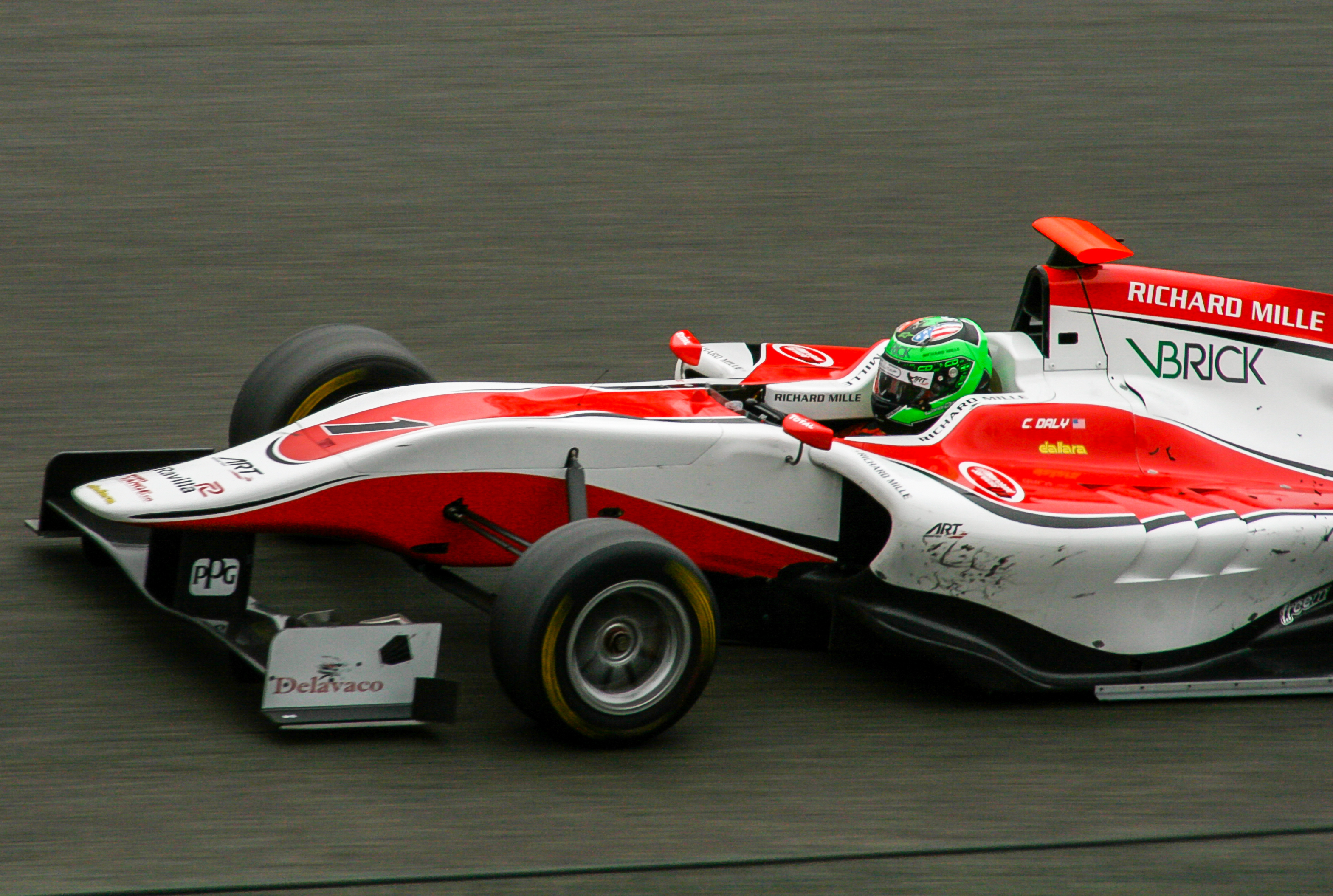
کانر دیلی در اسپرینت ریس مسابقه اسپا-فرانکورشان

دیلی در کنار تعهداتش در سری مسابقات ایندی لایت، در سال ۲۰۱۱ با تیم کارلین موتوراسپورت در سری جی‌پی۳ شرکت کرد.

در سال ۲۰۱۲، کانر دیلی به رانندگی در سری جی‌پی۳ برای تیم لوتوس گرند پری ادامه داد. او اولین برد خود در این مسابقات را در دومین مسابقه فصل در بارسلونا به دست آورد. در مسابقه دوم در موناکو، او با ماشین آسیب دیده دیمیتری سورانوویچ برخورد کرد که باعث پرت شدن خودرو دیلی به فنس های کناری پیست و به اهتزاز در آمدن پرچم قرمز شد. 
برای سال ۲۰۱۴ دیلی در سری جی‌پی۳ باقی ماند و برای تیم ای‌آر‌تی گرند پری رانندگی کرد. دیلی یک برد در مسابقه ویژه در پیست خیابانی والنسیا به دست آورد و در رده بندی کلی فصل در جایگاه سومی قرار گرفت.

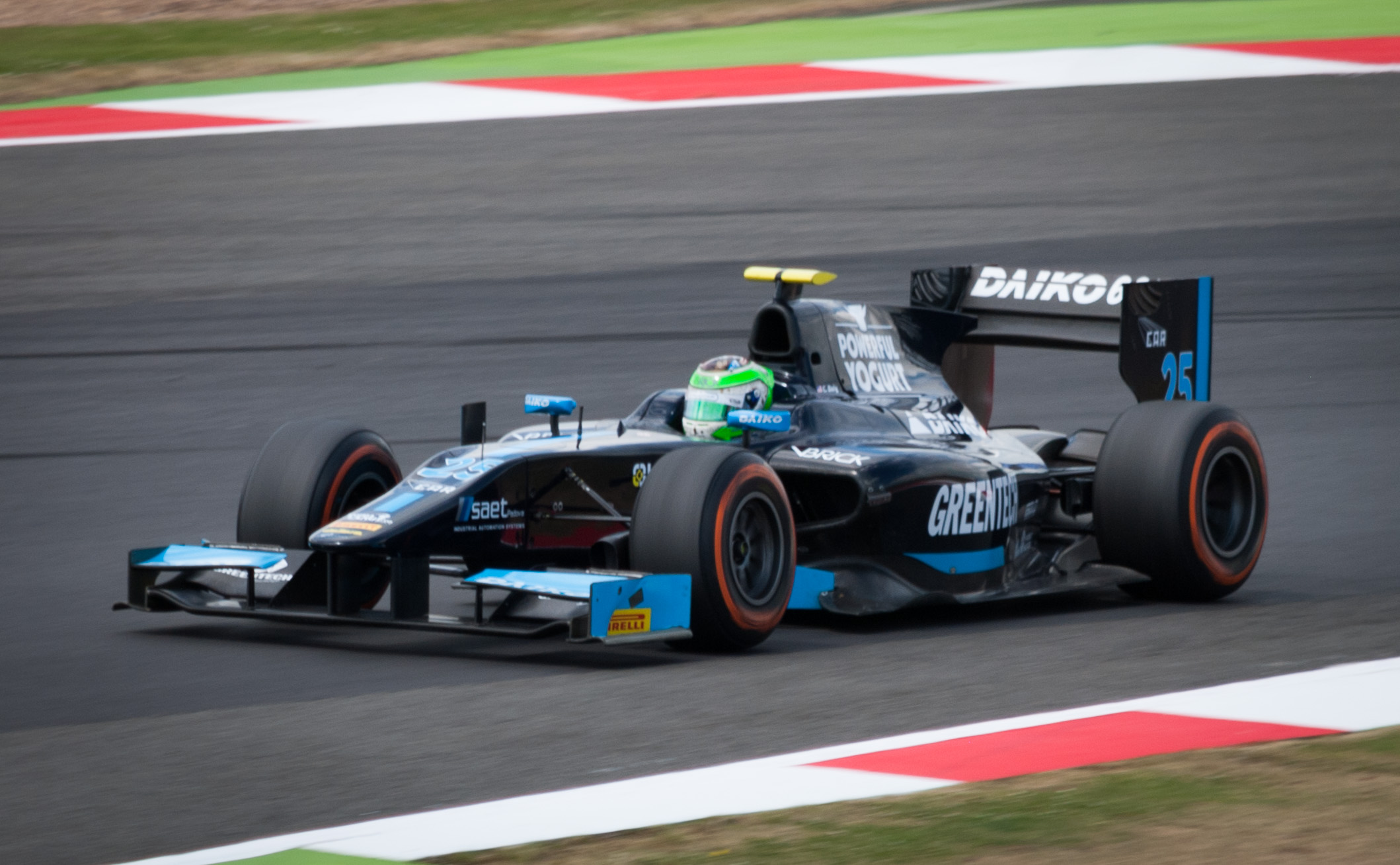
کانر دیلی در پیست سیلورستون در فصل ۲۰۱۴ مسابقات سری جی‌پی۲

### سری جی‌پی۲
دیلی در فصل افتتاحیه فصل سری جی‌پی۲ در سال ۲۰۱۴ در پیست بین‌المللی سپانگ با تیم هیلمر موتوراسپرت شرکت کرد. او در مسابقه سرعتی (اسپرینت ریس) هفتم شد و دو امتیاز را به دست آورد.
برای سال ۲۰۱۴، دیلی در ۱۸ مسابقه از ۲۲ مسابقه فصل با تیم ونزوئلا جی پی لازاروس حضور پیدا کرد، بهترین رده کانر دیلی در این فصل کسب مقام هفتمی در مسابقه سرعتی (اسپرینت ریس) در ورزشگاه هونگارورینگ بود.

## دیگر مسابقات

### فرمول یک
در ماه مه ۲۰۱۲، دیلی در تستی برای آزمایش کیت بدنه تیم فورس ایندیا در فرودگاه کوتسولد در گلاسترشر انگلستان انجام داد.

## زندگی شخصی
دیلی پسر درک دیلی راننده سابق مسابقات فرمول یک، کارت و مسابقات ایمسا و پسرخوانده داگ بولز، رئیس پیست ایندیاناپولیس موتور اسپیدوی است.
دیلی در سن ۱۴ سالگی به دیابت نوع ۱ مبتلا شد و در سال‌های ۲۰۱۶ و ۲۰۱۸ در مسابقه ایندیاناپولیس ۵۰۰ توسط کمپانی لیلی دیابت حمایت مالی شده بود.
دیلی در سی‌امین فصل مسابقه شگفت‌انگیز، با راننده سری ایندی‌کار، الکساندر روسی، حضور پیدا  و در جایگاه چهارم قرار گرفت.
دختر عموی اول دیلی، نیکولا دیلی، بازیکن بین‌المللی هاکی روی چمن زنان است، او یکی از اعضای تیمی بود که مدال نقره جام جهانی هاکی زنان ۲۰۱۸ را به دست آورد. او همچنین به عنوان مهندس داده برای تیم جونکوس ریسینگ کار می کند.